# Чжунгуаньцунь

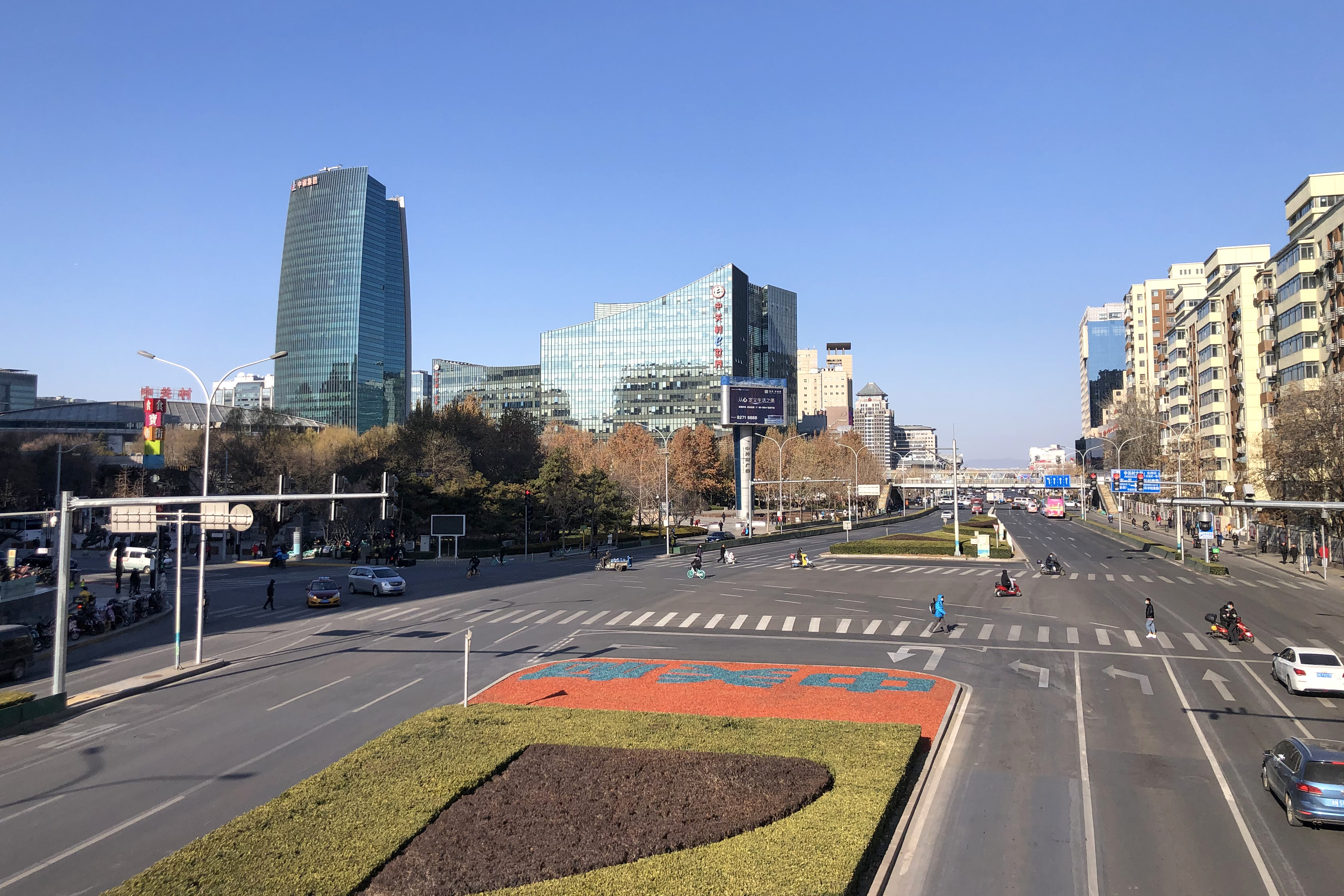

Чжунгуаньцунь (кит. упр. 中关村, пиньинь Zhōngguāncūn) — технологический и научный центр в районе Хайдянь, северо-западной части Пекина. В западной прессе прозван «китайской Кремниевой долиной».
Центр был создан в 1950-х годах для интеграции науки и образования. В нем были сконцентрированы подразделения крупнейших пекинских вузов и научно-исследовательских институтов Академии наук КНР. 23 октября 1980 года известный китайский физик Чэнь Чуньсянь основал в Чжунгуаньцуне первое в КНР негосударственное инновационное предприятие «Служба поддержки передовых технологий» (ATSD), которое занималось научно-техническим консалтингом. Несмотря на критику консерваторов, инициатива была поддержана ЦК компартии Китая. Примеру Чэнь Чуньсяна последовали многие его коллеги и к 1986 году в Чжунгуаньцуне было уже около 100 подобных предприятий.

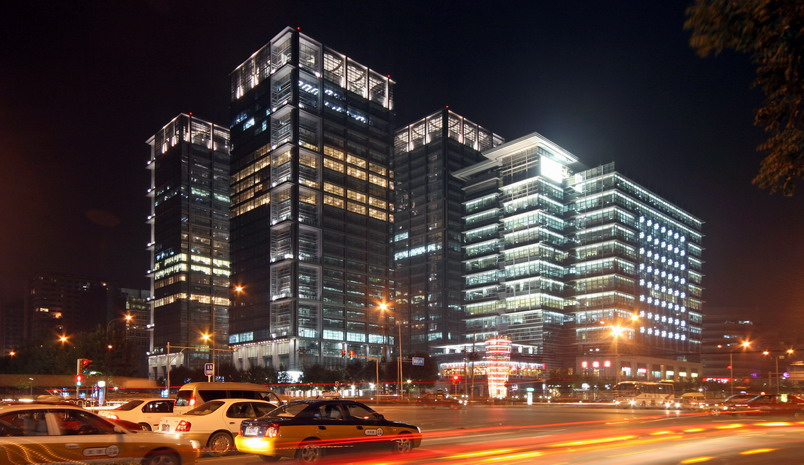
Чжунгуаньцунь ночью

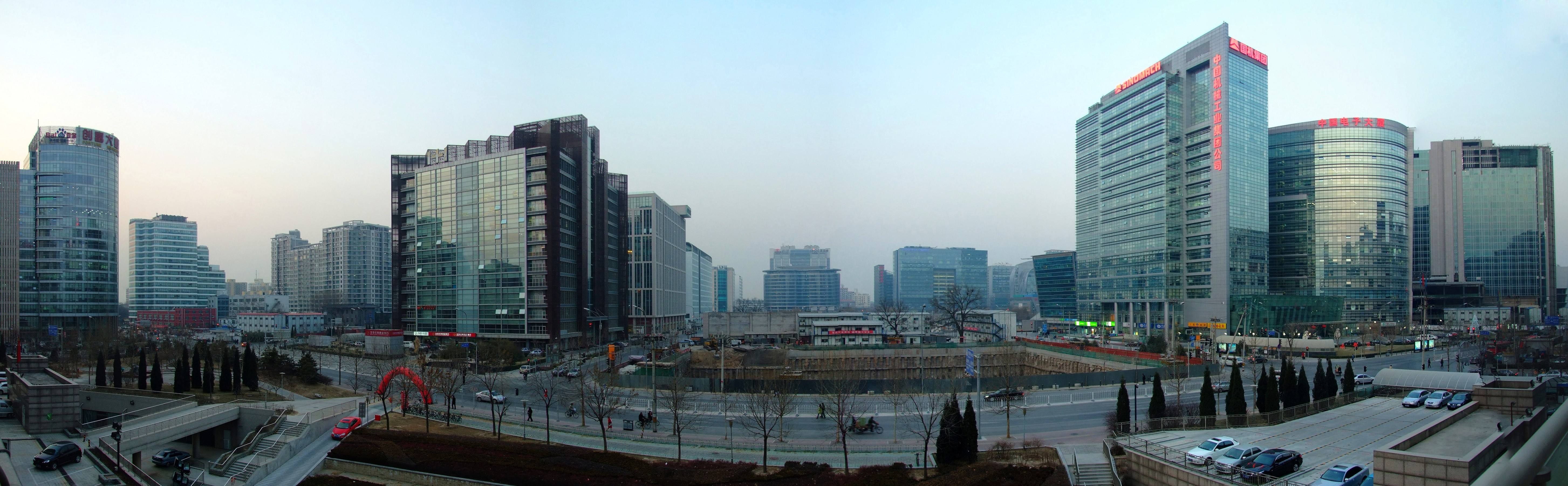
Общий вид района

В 2007 году здесь находилось 22 969 компаний, работающих в сфере информационных технологий, в которых было занято 900 тысяч человек. Общий доход компаний за 2007 год, по информации Пекинского муниципального бюро статистики, составил 903,57 млрд юаней. Научную базу развития обеспечивают около 200 расположенных в Чжунгуаньцунь научно-исследовательских институтов, Академия наук Китая, а также ведущие университеты КНР — Пекинский университет и Университет Цинхуа.
В Чжунгуаньцуне расположены центры НИОКР компаний Microsoft, Intel, Nokia, IBM и около сотни других компаний из списка Fortune 500, крупнейших китайских производителей компьютеров Lenovo, Founder. Двадцать из расположенных здесь китайских компаний, таких как Baidu, Sohu, Sina входят в листинг NASDAQ.
Решение о строительстве технопарка было принято в 1980-х годах. За прошедшие два десятилетия Чжунгуаньцунь собрал почти 20 000 высокотехнологичных предприятий, среди них — такие как Lenovo и Baidu, а также сформировал парк инновационных компаний промышленного кластера с участием отраслей цифровых технологий, биомедицины, энергетики и охраны окружающей среды, инновационных материалов, передовых производств, аэрокосмической промышленности и пр.
На сегодняшний день число компаний доходит до 189, включая в себя 113 национальных и 76 иностранных компаний. На территории комплекса находятся 10 отраслевых парков, построенных в разное время (различной отраслевой направленности).
В 2010 году валовый доход достиг 1,59 трлн. юаней (250 млрд. долл.), что составило одну седьмую часть от всех доходов промышленных зон Китая и обеспечило 23,5 % роста экономики Пекина.